# 乙基三氯化锗
乙基三氯化锗是化学式 C2H5GeCl3的有机锗化合物。

## 制备
乙基三氯化锗可以由四氯化锗和四乙基锡反应而成。它也可以由氯乙烷、锗和铜反应而成。

## 性质
乙基三氯化锗是会和水反应的无色液体。

## 用处
乙基三氯化锗可用作聚合反应的催化剂。